# 北海道道10号千歳鵡川線
北海道道10号千歳鵡川線（ほっかいどうどう10ごう ちとせむかわせん）は、北海道千歳市から勇払郡むかわ町に至る道道（主要地方道）である。

## 概要

### 路線データ
- 起点：北海道千歳市本町2丁目（北海道道77号千歳インター線交点）
- 終点：北海道勇払郡むかわ町晴海（国道235号交点）
- 総延長：45.010 km[1]
- 実延長：36.694 km[1]
- 重用延長：8.316 km[1]

### 道路管理者
- 空知総合振興局 札幌建設管理部 千歳出張所
- 胆振総合振興局 室蘭建設管理部 苫小牧出張所

## 歴史
- 1954年（昭和29年）3月30日 - 21号として路線認定[2]。
- 1993年（平成5年）5月11日 - 建設省から、道道千歳鵡川線が千歳鵡川線として主要地方道に指定される[3]。
- 1994年（平成6年）10月1日 - 路線番号を10号に変更[4]。

## 路線状況

### 重複区間
- 国道36号（千歳市本町2丁目〈起点〉 - 苫小牧市字美沢）
- 北海道道258号早来千歳線（千歳市平和）
- 北海道道235号上幌内早来停車場線（安平町早来大町 - 厚真町錦町）
- 国道234号（安平町早来大町 - 安平町東早来）

### 道路施設

#### 主な橋梁
- 美沢跨線橋（85 m、千歳線、苫小牧市美沢）
- 早来跨線橋（179 m、室蘭本線、安平町早来北町 - 安平町早来栄町）
- 本郷橋（58 m、知決辺川、厚真町本郷）
- 厚真大橋（125 m、厚真川、厚真町京町 - 厚真町新町）

#### 道の駅
- 道の駅むかわ四季の館（むかわ町美幸3丁目3-1）

## 地理

### 通過する自治体
- 石狩振興局
  - 千歳市
- 胆振総合振興局
  - 苫小牧市
  - 勇払郡安平町
  - 勇払郡厚真町
  - 勇払郡むかわ町

### 交差する道路
千歳市
- 国道36号上 - 本町2丁目（起点）

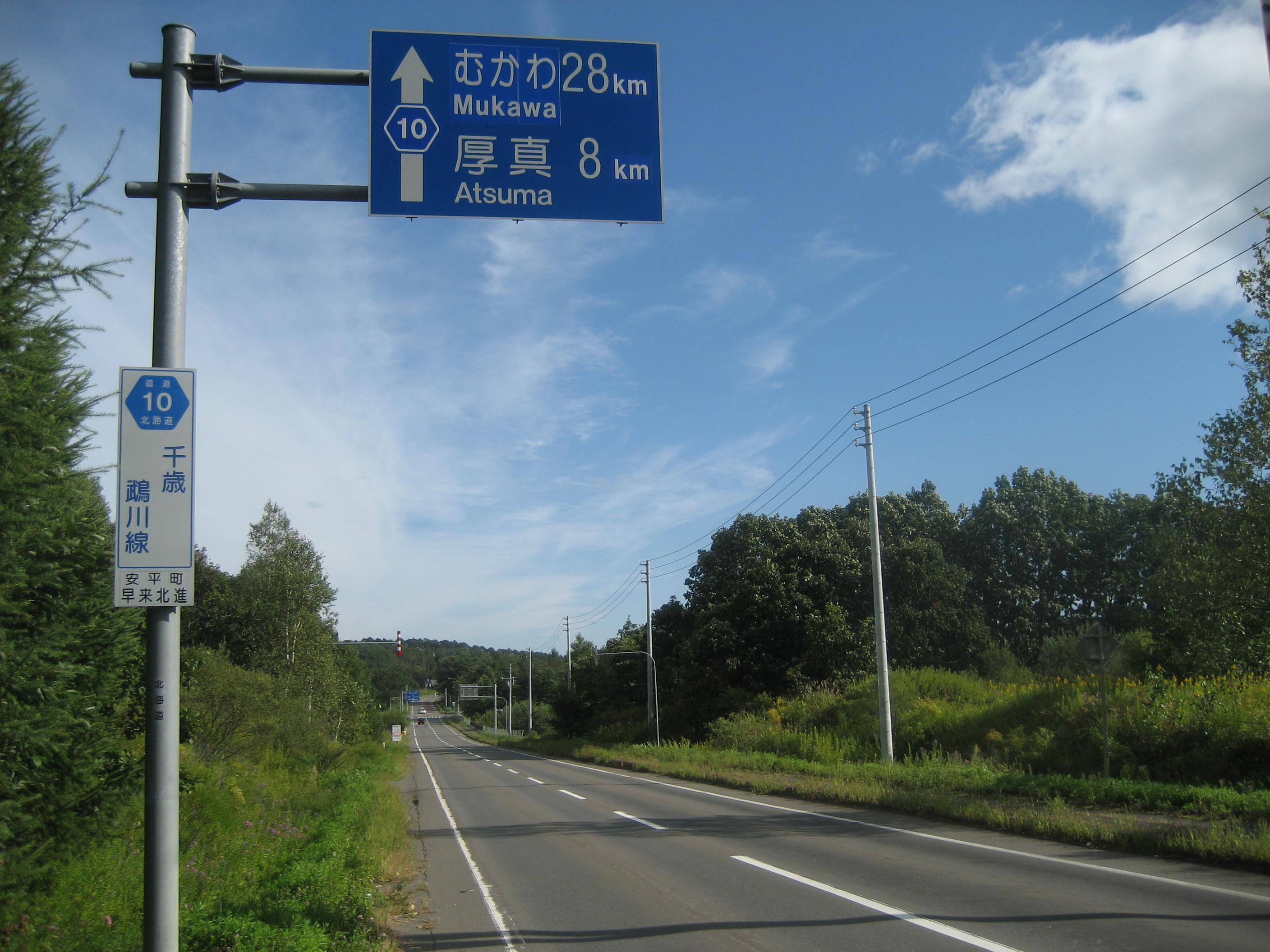
安平町早来北進付近

- 北海道道77号千歳インター線 - 本町2丁目（起点）
- 国道337号 日の出バイパス 新千歳空港IC - 平和
- 北海道道258号早来千歳線 - 平和

苫小牧市
- 国道36号 - 美沢

安平町
- 北海道道258号早来千歳線 - 早来富岡
- 北海道道235号上幌内早来停車場線 - 早来大町
- 国道234号 - 早来大町
- 国道234号 - 東早来
- 北海道道933号北進平取線 - 早来北進

厚真町
- 北海道道59号平取厚真線 - 錦町
- 北海道道235号上幌内早来停車場線 - 錦町
- 北海道道287号厚真浜厚真停車場線 - 新町
- 北海道道924号富野軽舞線 - 軽舞

むかわ町
- 北海道道983号米原田浦線 - 田浦
- 北海道道1046号鵡川厚真線 - 田浦
- E63 日高自動車道 鵡川IC - 田浦
- 北海道道575号鵡川停車場線 - 末広2丁目
- 国道235号 - 晴海（終点）

### 沿線にある施設など
苫小牧市
- ノーザンホースパーク - 美沢114-7

安平町
- 吉田牧場 - 早来富岡406
- 鶴の湯温泉 - 早来北町5
- 安平町総合庁舎 - 早来大町95
- ハマナスクラブ早来店 - 早来大町20
- 北海道銀行早来支店 - 早来大町111
- セブン-イレブン安平早来店 - 早来大町127-4
- 苫小牧警察署早来駐在所 - 早来大町130-2
- 早来雪だるま郵便局 - 早来大町148-4

厚真町
- あつまバス - 本郷229-1
- こぶしの湯あつま - 本郷229-1
- 厚真高校 - 本郷234-3
- セイコーマート厚真店 - 本郷252-6
- 胆振東部消防組合消防本部 - 錦町47-2
- 苫小牧信用金庫厚真支店 - 表町1-1
- 苫小牧警察署厚真駐在所 - 京町31
- 厚真町役場 - 京町120
- 厚真郵便局 - 表町20
- ハマナスクラブ厚真藤井店 - 表町21
- 軽舞郵便局 - 軽舞229

むかわ町
- 鵡川農業協同組合（JAむかわ） - 末広2-124
- むかわ町役場 - 美幸2-88